# Habitatge al carrer Marquès de Cornellà, 20 (Cornellà de Llobregat)
L'Habitatge al carrer Marquès de Cornellà, 20 és una obra del municipi de Cornellà de Llobregat (Baix Llobregat) inclosa en l'Inventari del Patrimoni Arquitectònic de Catalunya.

## Descripció
Es tracta d'un habitatge entre mitgeres estructurat en planta baixa i pis. El parament és de maó unit amb morter i després arrebossat. A la planta baixa hi ha una obertures de grans dimensions per al garatge i una segona, també allindanada, que dona l'accés a l'habitatge, al pis superior. El primer pis té dues obertures que donen a un balcó corregut amb barana de ferro forjat força senzilla. El més destacat és potser els marcs de les obertures, les llindes estan decorades amb motius florals amb garlandes. L'edifici és rematat per un terrat amb barana de pedra balustrada, suportada per un petit ràfec amb mènsules i una peça central massissa on hi ha un medalló on hi figura la data de construcció (1925). Al primer pis hi ha balcons amb barana de ferro forjat. Les cobertes no es veuen i hi ha una petita cornisa a modus de remat. La façana és simètrica, on la decoració que remarca la part alta i central de finestres i portes. Hi ha una franja decorativa a la part més alta de la façana.

## Història
Aquest habitatge és de principis de segle xx, 1925, època en què es feren moltes de les construccions del barri. Són habitatges de tipus popular construïts vers la dècada dels anys 20 del s. XX.